# Bosque de la Alhambra

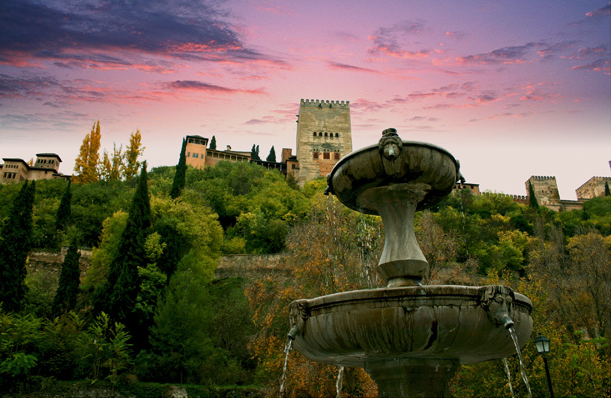
Bosque de la Alhambra desde el paseo de los Tristes.

El bosque de la Alhambra es el bosque que circunvala a la gran ciudad palatina andalusí que es la Alhambra, situado en la ciudad española de Granada, comunidad autónoma de Andalucía. 

## El bosque
Las concentraciones arbóreas en que está subdividido, reciben distintos nombres a partir de su situación territorial dentro del entorno, Bosque de Gomérez, y los no peatonales, Bosque de San Pedro y Bosque del Generalife, prolongación del anterior. Sus límites vienen impuestos por la cerca general que rodea el recinto y que nace del baluarte de la torre de los Picos, por el norte, con la ribera del Darro, y por la muralla que une la Alhambra con las Torres Bermejas, abarca la zona septentrional y occidental que rodea la fortaleza nazarí. En 1868, con la llegada de la Gloriosa y el Sexenio democrático, los bosques, igual que el resto de la Alhambra, pasan de ser propiedad de la Corona a serlo del Estado. El bosque está gestionado administrativamente por el Patronato de la Alhambra y el Generalife. 

## Especies

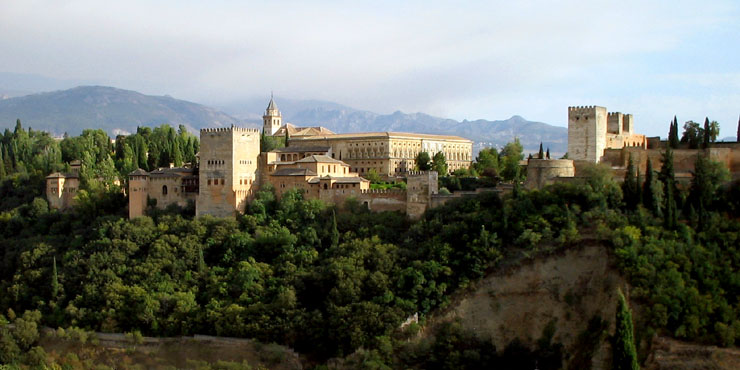
Castillo de la Alhambra y bosque desde un mirador del Albayzín.

Se trata de un bosque secundario y abierto, característico de las zonas templadas del sur de Europa. La elevada y esbelta arboleda oculta la vista al cielo y da a estos lugares grata sombra y frescura. Su colorida y olorosa masa forestal centenaria está combinada de árboles de hoja caduca: chopos, castaños de Indias, saúcos, almeces, plátanos de sombra, acacias, avellanos, arces negundos, laureles, y unos pocos álamos supervivientes de la primera época cristiana, amenazados desde hace años por la plaga grafiosis. La pérdida de 2000 árboles en la década de los años 90, provocó la repoblación progresiva por otras especies en sustitución de los originales, fundamentalmente arces, servales y robles; y algunos de hoja perenne como el pino carrasco, el ciprés, el laurel, que junto con el arrayán bien recortado da forma a los setos que siluetean los senderos. El bosque de la Alhambra es un espacio vegetal refrescado por la siempre presente abundancia de agua que discurre en cascadas y canales-acequias que enmarcan los paseos y fluye en las fuentes del corazón del bosque. Todo el conjunto ha sufrido muchas modificaciones, reparaciones y cambios a lo largo de los siglos y el bosque ha sufrido plagas, alta contaminación por tráfico, inundaciones y períodos de sequía.
Un recorrido por los senderos alfombrados de hojas húmedas, ramas y láminas de corteza, descubre una rica comunidad vegetal de gran interés histórico huertano. Más de 300 especies vegetales acompañan al mundo micológico; hay setas de chopo, de mimbre, sombreritos chinos, cuerno bonito, oreja de judas y mesentérica entre otras. La mayoría son comestibles, aunque de mínimo valor gastronómico en general.
Anidan en sus zonas verdes, viven y vuelan por el cielo del bosque, los vencejos, palomas, gorriones, golondrinas, petirrojos, y como ave dominante la curruca capirotada; le sigue en importancia numérica otra ave propia del clima mediterráneo, el chochín. No existe una catalogación oficial de especies. Comienzan a proliferar pequeñas rapaces, como el cernícalo primilla, y se pueden observar algunas rapaces nocturnas de pequeño tamaño, el autillo y los mochuelos. Dentro del microclima y el hábitat generado, la representación de los mamíferos está a cargo de las ardillas, del topillo común o mediterráneo, erizos, gatos, ratones de campo y, excepcionalmente, pasean a sus anchas los zorros procedentes del «Cerro del Sol».

## Breve historia
El bosque trepa hasta las murallas, ocupa y puebla el valle situado entre la colina donde se asienta la Alhambra, llamada por los andalusíes Al-Sabika (Handac Assabica) y el cerro del Mauror ("Hizn Mauror"), que sustenta en su cúspide las Torres Bermejas. En la vaguada, orientado hacia poniente con pendiente más suave, a espaldas del palacio de los Leones, próxima a la Mezquita Mayor de la Alhambra (la actual iglesia de Santa María), tuvieron los árabes una maqbara o cementerio real donde la familia real enterraba a sus difuntos, en esa Rauda  que recibía el nombre de "los Excelsos Jardines" (al-Riyad al-Saíd), zona ajardinada, siguiendo la tradición del Profeta Mahoma, estuvo enterrado el fundador del Reino nazarí de Granada, Al-Ahmar, cuyos restos fueron después trasladados al castillo de Mondújar por Boabdil, con licencia de los Reyes Católicos, conforme a lo previsto en las Capitulaciones firmadas en Santa Fe. La dinastía Nazarí, reemplazó a la anterior dinastía Zirí, que gobernaba en la Alcazaba Cadima. En la etapa musulmana, siglo XI, el perímetro circundante a la fortaleza estaba vacío de vegetación arbórea por un tema de defensa. La tradición de los jardines islámicos culminó en las extensas zonas florales y ajardinadas solamente en el interior de la Alhambra, donde se trasplantaron y aclimataron numerosas plantas exóticas; destacando la secuoya gigante del Generalife, regalo de Cristóbal Colón.

## Recorridos
El «bosque de Gomérez» es el itinerario otoñal romántico por excelencia para acceder peatonalmente a la Alhambra. La puerta de las Granadas, monumento que enlazando con el recinto amurallado es frontera con la ciudad y marca la entrada a las bellas y frondosas alamedas surgidas en las primeras y originarias repoblaciones ordenadas por el alcaide de La Alhambra y Capitán General de Granada, Luis Hurtado de Mendoza y Pacheco, II marqués de Mondéjar y III conde de Tendilla, durante el primer periodo de la denominación castellana.
Posteriormente en 1625 y en 1641 se reforma el contorno. Está segmentado en tres paseos, diseño proveniente de 1729, que se realizó con motivo del viaje a Granada de Felipe V. En 1828 se efectuaron nuevas remodelaciones y, luego, en 1858, y en 1862 se trazaron, sobre los antiguos, los actuales recorridos. El carril central, salpicado de bancos de piedra e iluminado en sus noches por pequeñas farolas fernandinas, está enmarcado por el fluir del agua en su peatonal etapa inicial, recorre toda la colina pasando por la entrada del monumento nazarí, la taquilla y aparcamientos, llegando hasta el cementerio de San José actual camposanto de la ciudad. Antes de ser peatonal era utilizado como vial para el transporte rodado tanto público como privado.
Dispone de tres plazas, en la segunda se encuentra la Fuente del Tomate y a pocos metros el polémico monumento-escultura (fuente) erigido el 3 de octubre de 1921, en honor de Ángel Ganivet, obra del escultor almeriense Juan Cristóbal González Quesada (1898-1961). La otra placeta, camino arriba, es conocida como Fuente del Pimiento, el serpenteo hacia la izquierda del asfalto en pendiente conduce a una gran explanada, donde se divisa la iglesia de Santa María de la Alhambra, el Palacio de Carlos V, y el Parador de San Francisco.

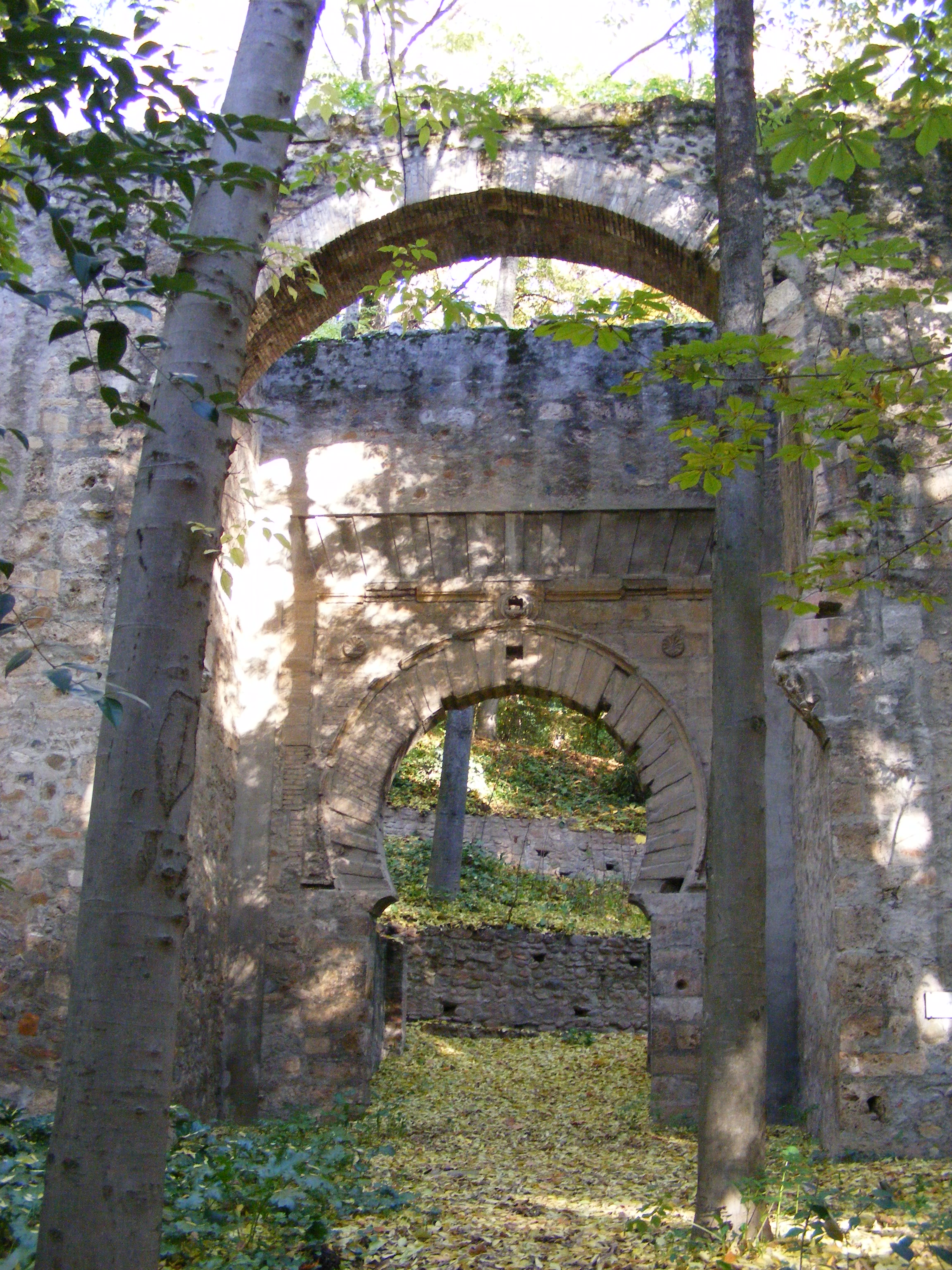
Puerta de Bib-Rambla. Declarada Bien de interés cultural del patrimonio español el 10 de noviembre de 1881.

El paseo derecho, se inicia en cuesta por amplios escalones empedrados, al principio de la pared de la gran "cuesta empedrada", en su lado derecho, se halla una placa en conmemoración de Al-Ahmar, fundador de la Alhambra. El primer ramal lateral desvía hacia las Torres Bermejas, el resto se dirige al Carmen de los Mártires y al Auditorio Manuel de Falla. El sendero izquierdo conocido como "cuesta de la Cruz", por la cruz devocional de mármol que se encuentra al principio del camino erigida en 1599 por el Artillero de la Alhambra, Leandro de Palencia. En su inicio, se encuentra una fuente de dos caños reconstruida en piedra de Sierra Elvira en 1838, Durante el recorrido, se disfruta de otros monumentos, como la estatua en bronce dedicada a Washington Irving, escritor de los famosos “Cuentos de la Alhambra” durante su estancia en Granada en 1832. Por fin, el camino conduce al flanco sur de la muralla de la Alhambra, donde se encuentran los diferentes accesos, la puerta de la Justicia y de los Carros, la Alcazaba; además, se llega al palacio árabe por el Pilar de Carlos V, enclavado junto al cubo defensivo de la puerta de la Justicia, que encargó levantar en el siglo XVI el entonces conde de Tendilla, capitán general de Granada, al arquitecto constructor Pedro Machuca, siendo restaurada por Alonso de Mena en el siglo XVII.
Entre el arbolado, casi ocultos por la frondosidad de la vegetación, y dentro del contorno del paseo central, se hallan enclavados los restos reconstruidos por Leopoldo Torres Balbás de la puerta original de Bib-Rambla, demolida en 1884 por el Ayuntamiento de la ciudad,  erigida en el siglo XI o XII al inicio de la calle Mesones, que dan nombre al arrabal y a la cercana plaza. Esta puerta era conocida con otros nombre como Puerta de las Orejas, Puerta de las Manos y, de los Cuchillos,  al ser el lugar de exposición permanente de los miembros cortados a los delincuentes considerados culpables, y de las armas requisadas por la justicia.